# Phrixothrix
A Dél-Amerikában őshonos, a parázsbogárfélék családjába sorolt bogárnem. Lárvája kétszínű fényt bocsát ki. Testének két oldalán tizenegy pár zöld, a fején két vörös pont található. Ha biztonságban érzi magát, csak a vörös pontok világítanak, de ha megzavarják, felvillantja zöld fényeit is. Ilyenkor úgy fest, mint egy vasúti szerelvény, ezért egyes helyeken csak vonatkukacnak nevezik.